# Danny Gare
Daniel Mirl "Danny" Gare, född 14 maj 1954, är en kanadensisk före detta professionell ishockeyforward som tillbringade 13 säsonger i den nordamerikanska ishockeyligan National Hockey League (NHL), där han spelade för Buffalo Sabres, Detroit Red Wings och Edmonton Oilers. Han producerade 685 poäng (354 mål och 311 assists) samt drog på sig 1 285 utvisningsminuter på 827 grundspelsmatcher.
Han spelade även för Calgary Centennials i Western Canadian Hockey League (WCHL).
Gare draftades i andra rundan i 1974 års draft av Buffalo Sabres som 29:e spelare totalt.
Efter den aktiva spelarkarriären har han varit assisterande tränare för Tampa Bay Lightning mellan 1993 och 1995 och vart bland annat expertkommentator och reporter i NHL-sändningar för Sabres, Columbus Blue Jackets och Lightning. Den före detta ishockeytränaren Tom Renney är svåger till Gare.

## Statistik
| 1971–1972   | Calgary Centennials | WCHL        | 56  | 10  | 17  | 27  | 15   | 13 | 1  | 1  | 2  | 2   |
| 1972–1973   | Calgary Centennials | WCHL        | 65  | 45  | 43  | 88  | 107  | 6  | 5  | 5  | 10 | 18  |
| 1973–1974   | Calgary Centennials | WCHL        | 65  | 68  | 59  | 127 | 238  | 14 | 10 | 12 | 22 | 53  |
| 1974–1975   | Buffalo Sabres      | NHL         | 78  | 31  | 31  | 62  | 75   | 17 | 7  | 6  | 13 | 19  |
| 1975–1976   | Buffalo Sabres      | NHL         | 79  | 50  | 23  | 73  | 129  | 9  | 5  | 2  | 7  | 21  |
| 1976–1977   | Buffalo Sabres      | NHL         | 35  | 11  | 15  | 26  | 73   | 4  | 0  | 0  | 0  | 18  |
| 1977–1978   | Buffalo Sabres      | NHL         | 69  | 39  | 38  | 77  | 95   | 8  | 4  | 6  | 10 | 37  |
| 1978–1979   | Buffalo Sabres      | NHL         | 71  | 27  | 40  | 67  | 90   | 3  | 0  | 0  | 0  | 9   |
| 1979–1980   | Buffalo Sabres      | NHL         | 76  | 56  | 33  | 89  | 90   | 14 | 4  | 7  | 11 | 35  |
| 1980–1981   | Buffalo Sabres      | NHL         | 73  | 46  | 39  | 85  | 109  | 3  | 3  | 0  | 3  | 8   |
| 1981–1982   | Buffalo Sabres      | NHL         | 22  | 7   | 14  | 21  | 25   | —  | —  | —  | —  | —   |
|             | Detroit Red Wings   | NHL         | 36  | 13  | 9   | 22  | 74   | —  | —  | —  | —  | —   |
| 1982–1983   | Detroit Red Wings   | NHL         | 79  | 26  | 35  | 61  | 107  | —  | —  | —  | —  | —   |
| 1983–1984   | Detroit Red Wings   | NHL         | 63  | 13  | 13  | 26  | 147  | 4  | 2  | 0  | 2  | 38  |
| 1984–1985   | Detroit Red Wings   | NHL         | 71  | 27  | 29  | 56  | 163  | 2  | 0  | 0  | 0  | 10  |
| 1985–1986   | Detroit Red Wings   | NHL         | 57  | 7   | 9   | 16  | 102  | —  | —  | —  | —  | —   |
| 1986–1987   | Edmonton Oilers     | NHL         | 18  | 1   | 3   | 4   | 6    | —  | —  | —  | —  | —   |
| NHL totalt  | NHL totalt          | NHL totalt  | 827 | 354 | 331 | 685 | 1285 | 64 | 25 | 21 | 46 | 195 |
| WCHL totalt | WCHL totalt         | WCHL totalt | 186 | 123 | 119 | 242 | 360  | 33 | 16 | 18 | 34 | 73  |

### Internationellt
| Källa:        | Källa:        | Källa:        |         | Utv = Utvisningsminuter | Utv = Utvisningsminuter | Utv = Utvisningsminuter | Utv = Utvisningsminuter | Utv = Utvisningsminuter |
| År            | Lag           | Mästerskap    | Matcher | Mål                     | Assists                 | Poäng                   | Utv                     |                         |
| ------------- | ------------- | ------------- | ------- | ----------------------- | ----------------------- | ----------------------- | ----------------------- | ----------------------- |
| 1976          | Kanada        | Canada Cup    | 1       | 0                       | 0                       | 0                       | 0                       |                         |
| 1981          | Kanada        | Canada Cup    | 7       | 1                       | 5                       | 6                       | 2                       |                         |
| Senior totalt | Senior totalt | Senior totalt | 8       | 1                       | 5                       | 6                       | 2                       |                         |